# Бел Гардънс (Калифорния)
Бел Гардънс (на английски: Bell Gardens) е град в щата Калифорния, САЩ. Бел Гардънс се намира в окръг Лос Анджелис и е с население от 44 054 жители (2000 г.) и обща площ от (6,44 км²) (2,49 мили²). Получава статут на град на 1 август 1961 г. Градът е само един от 5-те други града в окръг Лос Анджелис, които позволяват да има казина в тях. Подобно на друг град Бел в окръга и този е кръстен на Джеймс Джордж Бел и семейството му.